# Ирогбунам, Тим
Ти́моти Эме́ка Ирогбу́нам (англ. Timothy Emeka Iroegbunam; род. 30 июня 2003, Great Barr) — английский футболист, центральный полузащитник клуба «Эвертон».

## Клубная карьера
Выступал за молодёжные команды клубов «Саттон Юнайтед» и «Вест Бромвич Альбион».
В июле 2021 года Ирогбунам перешёл в бирмингемский клуб «Астон Вилла», изначально став игроком резервной команды. 26 февраля 2022 года дебютировал в основном составе «Виллы» в матче Премьер-лиги против «Брайтон энд Хоув Альбион», выйдя на замену Филипе Коутиньо. В марте 2022 года продлил свой контракт с клубом до 2027 года. 30 апреля 2022 года впервые вышел в стартовом составе «Виллы» в игре против «Норвич Сити».
1 сентября 2022 года на правах аренды до конца сезона 2022/23 перешёл в клуб «Куинз Парк Рейнджерс». Спустя два дня дебютировал за новый клуб в игре против «Суонси Сити» (0:1). 25 февраля 2023 года забил свой первый гол в профессиональной карьере. Это случилось в матче против клуба «Блэкберн Роверс» (1:3). Всего в сезоне 2022/23 принял участие в 32 матчах «Куинз Парк Рейджерс» и забил два гола.
Летом 2023 года вернулся в «Астон Виллу». В начале сезона 2023/24 практически не попадал в состав команды: первый матч за «вилланов» после возвращения сыграл лишь 26 декабря 2023 года, когда вышел на замену в игре против «Манчестер Юнайтед» (2:3). Во второй половине сезона стал появляться на поле чаще и суммарно принял участие в 15 матчах команды.
22 июня 2024 года перешёл в «Эвертон», подписав контракт на 3 года. Сумма сделки официально не объявлялась. По сообщениям СМИ, переход полузащитника обошёлся мерсисайдскому клубу примерно в 9 миллионов фунтов стерлингов. Дебютировал за «Эвертон» в первом туре сезона 2024/25 в матче против клуба «Брайтон энд Хоув Альбион» (0:3). Всего в свой дебютный сезон в клубе принял участие в 21 матче «Эвертона».

## Карьера в сборной
23 марта 2022 года дебютировал за сборную Англии до 19 лет в матче против сверстников из Ирландии. В июне 2022 года сыграл на чемпионате Европы среди игроков до 19 лет.

## Статистика выступлений

### Клубная статистика
| Выступление            | Выступление      | Выступление      | Лига | Лига | Кубок | Кубок | Кубок лиги | Кубок лиги | Еврокубки | Еврокубки | Итого | Итого |
| Клуб                   | Лига             | Сезон            | Игры | Голы | Игры  | Голы  | Игры       | Голы       | Игры      | Голы      | Игры  | Голы  |
| ---------------------- | ---------------- | ---------------- | ---- | ---- | ----- | ----- | ---------- | ---------- | --------- | --------- | ----- | ----- |
| Астон Вилла            | Премьер-лига     | 2021/22          | 3    | 0    | 0     | 0     | 0          | 0          | 0         | 0         | 3     | 0     |
| Астон Вилла            | Премьер-лига     | 2022/23          | 0    | 0    | 0     | 0     | 1          | 0          | 0         | 0         | 1     | 0     |
| Астон Вилла            | Премьер-лига     | 2023/24          | 9    | 0    | 1     | 0     | 0          | 0          | 5         | 0         | 15    | 0     |
| Астон Вилла            | Итого            | Итого            | 12   | 0    | 1     | 0     | 1          | 0          | 5         | 0         | 19    | 0     |
| → Куинз Парк Рейнджерс | Чемпионшип       | 2022/23          | 32   | 2    | 0     | 0     | 0          | 0          | 0         | 0         | 32    | 2     |
| → Куинз Парк Рейнджерс | Итого            | Итого            | 32   | 2    | 0     | 0     | 0          | 0          | 0         | 0         | 32    | 2     |
| Эвертон                | Премьер-лига     | 2024/25          | 18   | 0    | 1     | 0     | 2          | 0          | 0         | 0         | 21    | 0     |
| Эвертон                | Премьер-лига     | 2025/26          | 1    | 0    | 0     | 0     | 0          | 0          | 0         | 0         | 1     | 0     |
| Эвертон                | Итого            | Итого            | 19   | 0    | 1     | 0     | 2          | 0          | 0         | 0         | 22    | 0     |
| Всего за карьеру       | Всего за карьеру | Всего за карьеру | 63   | 2    | 2     | 0     | 3          | 0          | 5         | 0         | 73    | 2     |

## Достижения

### Командные достижения
Сборная Англии (до 19 лет)
- Победитель чемпионата Европы (до 19 лет): 2022

## Личная жизнь
Тимоти родился в Англии в семье выходцев из Нигерии.